# Tinsukia
Tinsukia est une ville indienne située dans le district de Tinsukia dans l’État de l'Assam. En 2011, sa population était de 99 448 habitants. 

## Transports
Le train Dibrugarh-Kânyâkumârî Vivek Express qui relie Dibrugarh, dans l'Assam, à Kânyâkumârî, au Tamil Nadu, fait un arrêt dans la ville.

## Sources de la traduction
- (en) Cet article est partiellement ou en totalité issu de l’article de Wikipédia en anglais intitulé « Tinsukia » (voir la liste des auteurs).